# Selymesilosva
Selymesilosva (románul: Ilișua) település Romániában, Szilágy megyében.

## Fekvése
A Tövisháton, Szilágysomlyótól északra, Somlyógyőrtelek, Szilágylompért és Szilágybadacsony közt fekvő település.

## Története
Selymesilosva Árpád-kori település. Nevét 1259-ben említette először oklevél Irswa, majd 1321-ben Ilswa néven.
1259-ben, Irswa (Ilosva) első birtokosául Pál volt említve, Somlyó mentálisában.
1321 előtt a Nógrád vármegyei Dráhiak birtoka volt, de Károly Róbert király elkobozta tőlük és Szécsy Tamás királynéi tárnokmesternek adta, de végül 1321-ben visszaadta Dráhi Tamás fiainak. Övék volt még 1341-ben is.
1388-ban Ilosvai György volt a település birtokosa, de 1404-ben Zsigmond király az Ilosvai családtól hűtlenségük miatt elvette birtokait.
Az 1400-as években az Ilosvai család tagjainak birtoka volt.
1499-ben Ilosvai Gerbert család birtoka volt.
1553-ban Iloswai Dobay János Mihály deákot mint királyi embert említették a sámsoniak ügyében.
1555-ben Iloswai Mihály deák Kraszna vármegye alispánja. Ekkor  említették Iloswai Ilosvay Bernátot is, aki urai a Kusalyi Jakcsok nevében járt el.
1586-ban Ilosva Gencsi János birtoka volt.
1624-ben tettek említést Ilosva harangjának feliratáról is: "Oppidi Ilosva Anno MDCXXIV."
Az 1800-as években a Gencsy család tagjainak Ilosván is volt birtoka.
A 20. század elején Selymesilosva Szilágy vármegye Szilágysomlyói járásához tartozott.
1910-ben 820 lakosából 717 magyar, 102 román volt. Ebből 152 római katolikus, 162 görögkatolikus, 487 református volt.

## Nevezetességek
- Református templom
- Római katolikus templom
- A Gencsy család egykori udvarháza

## Híres selymesilosvaiak
- A Gencsy család
- Csóka Tibor (1952), erdélyi magyar politikus. Szilágy Megyei Tanács alelnöke.